# Howell-Bunger

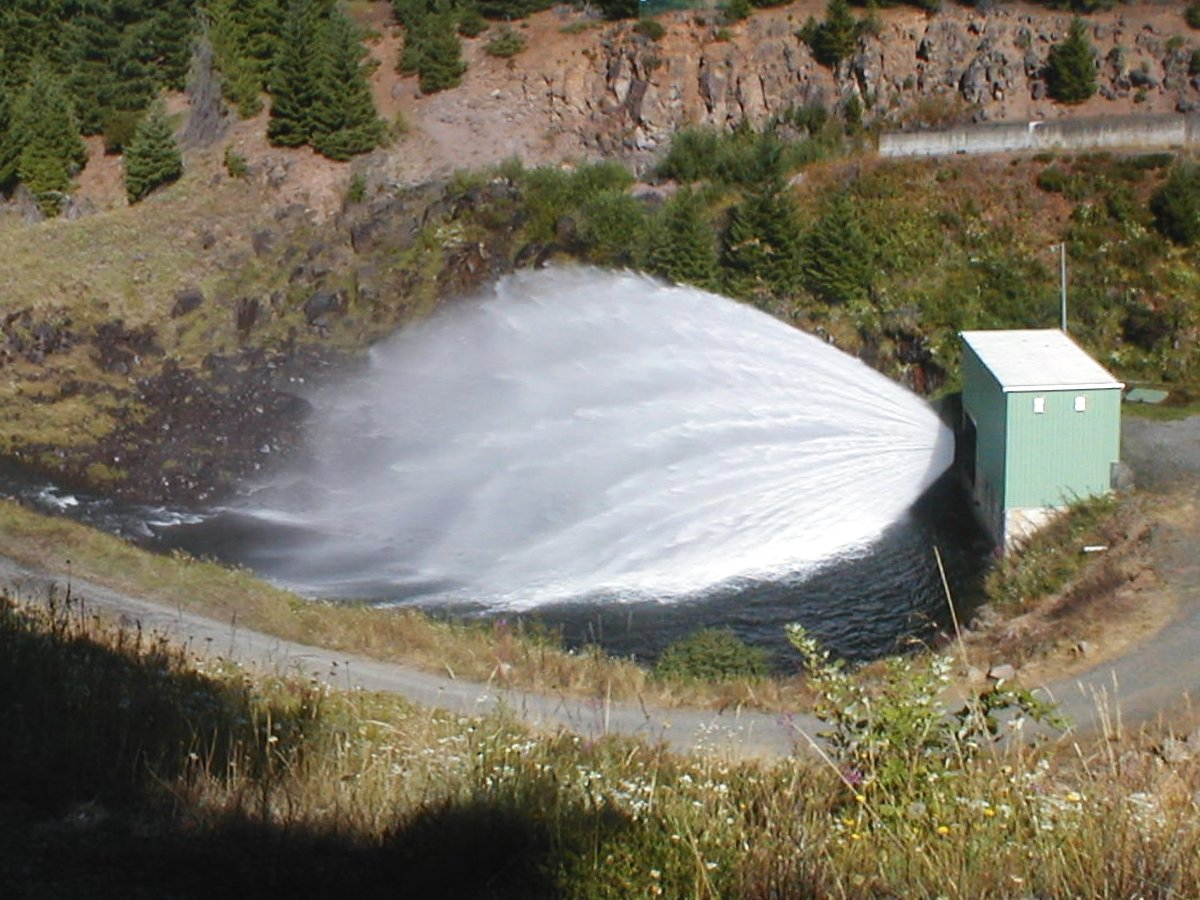
Vàlvula dissipadora d'energia tipus Howell-Bunge.

 Howell-Bunge  són un tipus de vàlvules de regulació de cabals de desguàs, de concepció simple i robusta. Perfectes per a descàrregues d'aigua amb pèrdua d'energia, de manera que el cabal desguassat no danyi l'obra de millora o les vessants. Produeixen un raig cònic obert que dispersa l'energia a l'atmosfera.
S'utilitzen generalment en descàrregues de fons de preses, o acoblades a turbines per reduir el cop d'ariet a la canonada de pressió.
Quan el raig cònic arriba de vessants o obres que puguin ser deteriorades, se les dota d'un concentrador de raig, que evita la dispersió, però del que ha de ser dissipada l'energia, normalment fent incidir el raig sobre un bol amortidor.